# Liste der Naturdenkmäler in Ortenberg
Die Liste der Naturdenkmäler in Ortenberg nennt die auf dem Gebiet der Stadt Ortenberg, im Wetteraukreis (Hessen), gelegenen Naturdenkmäler. Sie sind nach dem Hessischen Gesetz über Naturschutz und Landschaftspflege (Hessisches Naturschutzgesetz – HAGBNatSchG) § 12 geschützt und bei der unteren Naturschutzbehörde des Wetteraukreises eingetragen. Die Liste entspricht dem Stand vom 1. Januar 2014. Zwischen Usenborn und Bergheim befindet sich mit dem „Schwarzen Born“ ist die einzige als Naturdenkmal ausgewiesene Quelle im Kreisgebiet.
| Bild            | Bezeichnung                   | Ortsteil, Lage                                                                                     | Beschreibung | Art                      | Nr.     |
| --------------- | ----------------------------- | -------------------------------------------------------------------------------------------------- | --- | ------------------------ | ------- |
| BW              | Friedhofslinden               | Bergheim, Flur 5, Flurstück 21 50° 20′ 38,3″ N, 9° 5′ 26,5″ O                                      | 5 Winterlinden und 1 Sommerlinde am Friedhof südöstlich des Dorfes. Schutzgrund: alt, ortsbildprägend. | Winterlinde, Sommerlinde | 440.074 |
| BW              | Linde                         | Bergheim, Flur 1, Flurstück 154 (VO), Flurstück 155/1 (tatsächlich) 50° 20′ 45,8″ N, 9° 5′ 22,3″ O | Linde östlich der Kirche (KD). Schutzgrund: alt, ortsbildprägend. | Linde                    | 440.072 |
| Fotos hochladen | Linde                         | Bleichenbach, Flur 6, Flurstück 286 50° 19′ 17,8″ N, 9° 2′ 54,9″ O                                 | Linde an der alten Bahnbrücke an der Strecke der Lahn-Kinzig-Bahn. Schutzgrund: alt, landschaftsprägend. Ehemals 2 Linden. Eine Linde wurde wegen Brandkrustenpilz gefällt.                                                                  | Linde                    | 440.076 |
| Fotos hochladen | Basaltgruppe „Wildfrauhaus“   | Eckartsborn, Flur 4, Flurstück 11/2 50° 22′ 13,3″ N, 9° 4′ 7,8″ O                                  | Basalt-Gruppe östlich von Eckhartsborn auf einem steilen Berg. Schutzgrund: Seltenheit, Schönheit. | Geotop                   | 440.254 |
| BW              | Winterlinde im Feld           | Eckartsborn, Flur 2, Flurstück 148, Krone teilweise auf 5/1 50° 22′ 44,4″ N, 9° 4′ 2,9″ O          | Winterlinde an einem Feldweg. Schutzgrund: Besonders schöne, alte, große, landschaftsprägende Linde in einer ausgeräumten Feldflur. | Winterlinde              | 440.292 |
| Fotos hochladen | Felsgruppe „Steingeröll“      | Gelnhaar, Flur 4, Flurstück 94 50° 21′ 28,1″ N, 9° 8′ 43,5″ O                                      | Felsgruppe am Hohlen Berg. Schutzgrund: landschaftsprägend. | Geotop                   | 440.084 |
| BW              | Klippstein-Linde              | Lißberg, Flur 1, Flurstück 2/2 50° 22′ 28,5″ N, 9° 5′ 5″ O                                         | Linde am Burgeingang von Burg Lißberg. Schutzgrund: Einzelbaum, mächtig, burgbildprägend. | Linde                    | 440.085 |
| BW              | Speierling                    | Lißberg, Flur 1, Flurstück 113/5 50° 22′ 24,6″ N, 9° 4′ 56,3″ O                                    | Speierling an der Vogelsbergstraße, westlicher Baum. Schutzgrund: Speierlinge als Naturdenkmal. | Speierling               | 440.227 |
| BW              | Speierling                    | Lißberg, Flur 1, Flurstück 113/5 50° 22′ 24,7″ N, 9° 4′ 56,6″ O                                    | Speierling an der Vogelsbergstraße, östlicher Baum. Schutzgrund: Speierlinge als Naturdenkmal. | Speierling               | 440.228 |
| BW              | 11 Feldahorne an der Burg     | Lißberg, Flur 1, Flurstück 110, 304 50° 22′ 27,1″ N, 9° 4′ 59,8″ O                                 | 11 Feldahorne südlich der Burgmauer. Schutzgrund: Baumgruppe besonders alter und außergewöhnlich großer Feldahorne an der Burg Lißberg. | Feldahorn                | 440.296 |
| BW              | Speierling                    | Ortenberg, Flur 3, Flurstück 13/1 50° 20′ 49,7″ N, 9° 3′ 41,3″ O                                   | Speierling am Wegesrand in der Ecke einer Lichtung zwischen Laub- und Nadelwald. Schutzgrund: Speierlinge als Naturdenkmal. | Speierling               | 440.229 |
| BW              | Kastanie am Bahnhof           | Ortenberg, Flur 5, Flurstück 179/17 teilw. Krone 179/6 50° 21′ 19″ N, 9° 3′ 5,8″ O                 | Rosskastanie nördlich des ehemaligen Bahnhofs an der abgebauten Oberwaldbahn. Schutzgrund: Besonders ortsbildprägender Einzelbaum auf dem ehemaligen Bahnhofsvorplatz.                                                                       | Rosskastanie             | 440.295 |
| BW              | Eichengruppe am Teich         | Usenborn, Flur 5, Flurstück 11 50° 22′ 56″ N, 9° 8′ 32,6″ O                                        | 12 Eichen an einem Teich zwischen Hof Luisenlust und Forsthaus Luisenlust. Schutzgrund: landschaftsprägend. | Eichen                   | 440.132 |
| BW              | 2 Eichen „Der Ochsenweidkopf“ | Usenborn, Flur 2, Flurstück 1 (VO), Flurstück 1/1 (tatsächlich) 50° 21′ 56,7″ N, 9° 6′ 26,1″ O     | 2 Eichen am Waldrand. Schutzgrund: landschaftsprägend. | Eichen                   | 440.091 |
| Fotos hochladen | Eiche                         | Usenborn, Flur 2, Flurstück 46 (VO), Flurstück 56 (tatsächlich) 50° 22′ 4,8″ N, 9° 6′ 49,1″ O      | Eiche vor dem Eichwald. Einzelbaum auf offener Flur am Feldweg. Schutzgrund: landschaftsprägend. | Eiche                    | 440.133 |
| BW              | Am schwarzen Born             | Usenborn, Flur 7, Flurstück 40 50° 20′ 37,4″ N, 9° 7′ 54,4″ O                                      | Mit Basaltsteinen eingefasste Quellmulde am Bleichenbach im Wald südlich der L3184. Die Sage besagt, dass die ungeborenen Kinder in dem Brunnen leben, und dort vom Klapperstorch zur Auslieferung abgeholt werden. Schutzgrund: Seltenheit. | Quelle                   | 440.252 |
| BW              | Fichte im Bleichenbachtal     | Usenborn, Flur 7, Flurstück 32 (VO), Flurstück 33 (tatsächlich) 50° 20′ 39,9″ N, 9° 7′ 47,7″ O     | Gemeine Fichte an einer kleinen Waldlichtung südlich der L3184. Schutzgrund: Landschaftsprägender Altbaum. | Gemeine Fichte           | 440.255 |
| BW              | Kirschbaum                    | Wippenbach, Flur 1, Flurstück 63/5 50° 21′ 27,6″ N, 9° 2′ 28,5″ O                                  | Vogel-Kirsche östlich von Im Unterdorf 9. Schutzgrund: Sehr große, ortsbildprägende Kirsche mit besonders schönem Wuchs. | Vogel-Kirsche            | 440.293 |

Die „Friedenslinde“ in Wippenbach (Nr. 440.093) wurde durch einen Sturm zerstört und aus der Liste gelöscht. Der „Birnbaum“ (Nr. 440.253) in Effolderbach ist umgestürzt jedoch noch nicht aus der Liste gelöscht (Stand: April 2015).